# Сехестед, Ганнибал
Ганнибал Сехестед (также Ханнибал) (дат. Sehested Hannibal; 1609 — 23 сентября 1666, Париж) — датский государственный деятель, дипломат.

## Биография
Родился в 1609 году на острове Эзеле в замке Аренсбург, где его отец, Клаус Мальтесен Сехестед, был ленсманом. После смерти мужа в 1612 году его мать, Анна Нильсдаттер Лукке (ум. 1645), увезла Ганнибала на Ютландию, где находились их родовые имения.
О его детстве и юности практически ничего не известно. В 1629 году он поступил в Академию в Сорё, но вскоре уехал за границу, сначала в Англию, затем во Францию, Голландию и Германию. После возвращения на родину в 1632 году Сехестед сделался гоф-юнкером при короле Кристиане IV. По прошествии некоторого времени он добился разрешения на новое заграничное путешествие. В этот раз его поездка длилась 3 года и пролегала через Италию и Испанию.
В начале 1636 года он был послан в Висмар для переговоров с Акселем Оксеншерной о созыве мирного конгресса в Любеке. Кроме того, он должен был заручиться поддержкой шведского риксканцлера в вопросе предполагаемой женитьбе принца Фредерика на королеве Кристине. И хотя ни один из этих вопросов не был решён положительно, Сехестед продолжал пользоваться королевским расположением. В этом же году он был обручён с десятилетней дочерью короля Кристианой (1626—1670) и стал гофмейстером её брата Вальдемара Кристиана, которого в 1637—1639 годах сопровождал в поездке по Голландии, Испанским Нидерландам, Франции, Италии и Англии.
В мае 1640 года он становится членом риксрода, а летом этого же года отправляется послом в Испанию для улаживания существовавших в датско-испанских отношениях разногласий. В ходе поездки Сехестеду удалось заключить с Испанией торговый договор. Он покинул Мадрид лишь в мае 1641 года, после чего через Францию, Англию и Нидерланды вернулся в Данию.
В апреле 1642 года он был назначен наместником (статхолдером) Норвегии, а в ноябре отпраздновал в Копенгагенском замке свою свадьбу.
В 1643 году началась датско-шведская война, продлившаяся два года. Сехестед хорошо подготовил Норвегию к боевым действиям, усилил флот, навербовал большую армию, во главе которой поставил иностранных офицеров. Кроме того, он собрал большой налог с населения. В итоге норвежцам удалось одержать ряд побед на норвежско-шведской границе. В норвежской историографии эта война получила название «Ганнибаловой войны».
Важная роль, сыгранная Норвегией в этом военном конфликте, позволила Сехестеду добиться бо́льшей самостоятельности для края. Налоговая система была реформирована, а государственные доходы, ранее отсылавшиеся из Норвегии в Копенгаген, в 1647 году было разрешено частично оставлять в распоряжении статхолдера и комиссии, ведавшей финансовыми и военными вопросами.
Датское правительство усмотрело в деятельности Сехестеда угрозу влиянию датского дворянства и целостности унии, в связи с чем в 1651 году Фредерик III сместил его с поста статхолдера. Кроме того, ему пришлось вернуть в казну все свои норвежские имения, что поставило его на грань разорения. В ноябре этого же года Сехестед получил разрешение отправиться за границу. Помимо этого, ему была назначена ежегодная пенсия в 4 тысячи риксдалеров.
В дальнейшем он по большей части проживал в северной Германии. В конце 1655 года он встретил в Кёльне изгнанного из Англии Карла II и часть следующего года провёл вместе с ним в Испанских Нидерландах. Там он принял решение поступить на службу к испанской короне и отправился в Мадрид, где ему удалось получить чин генерала от артиллерии.
Весной 1657 года он оставляет Испанию и возвращается в Данию. Поскольку датский король отказал ему в аудиенции, то он вскоре уезжает из Копенгагена в Голштинию, а оттуда опять в Испанские Нидерланды. Однако уже летом 1658 года он вновь возвращается в Данию, где ему удаётся добиться приёма у Фредерика III и снова войти к нему в милость.
Вскоре после высадки Карла X Густава в августе 1658 года возле Курсёра Сехестед попадает в плен к шведам. Шведский король обращался с ним почти как с представителем нейтральной стороны, чем поставил его в двусмысленную позицию. В ходе мирных переговоров 1659—1660 годов играл видную роль сперва как шведский, а затем как датский переговорщик.
После заключения в 1660 года Копенгагенского мира был отправлен в Стокгольм, чтобы уладить вопросы, связанные с Борнхольмом. Затем он принял активное участие в установлении в Дании абсолютистского правления. В благодарность за это король в октябре 1660 года назначил его государственным казначеем и президентом Камер-коллегии. В этих качествах он принялся за приведение в порядок государственных финансов и реорганизацию ленов в амты. Кроме того, в последующие годы его использовали для важных посольств к иностранным дворам (Голландия, Англия, Франция).
Он получил всеобщее признание как опытный дипломат. Ему удалось до такой степени завоевать расположение Людовика XIV, что тот в апреле 1663 года даровал ему титул французского графа. В августе того же года Сехестеду удалось заключить с Францией союз.
Умер 23 сентября 1666 года в Париже во время очередного посольства во Францию.